# Herbert Burrows
Pour les articles homonymes, voir Burrows.
Herbert Burrows (né le 12 juin 1845 à Redgrave dans le Suffolk et décédé le 14 décembre 1922 à Londres) est un libre-penseur et socialiste britannique.

## Biographie
Fils d'un tailleur ancien chartiste et d'une couturière, il s'éduque seul, à la maison, puis va à l'école à partir de treize ans où il est répétiteur. Très vite, il travaille au service des impôts, jusqu'en 1907. En 1869, il épouse Mary Hannah Musk, avec qui il a une fille et un fils. Son épouse meurt en 1889. En 1872, il suit des cours à l'University of Cambridge mais n'obtient jamais de diplôme.
En 1877, Herbert Burrows s'installe à Londres et adhéra à la National Secular Society de Charles Bradlaugh, à la Social and Political Education League. Il participe à la fondation de l’Aristotelian Society, une société de réflexion philosophique. Il est aussi vice-président de la Manhood Suffrage League, un club socialiste. Il participe à la fondation de la Democratic Federation en 1881. Il en devient trésorier en 1883 et fait partie de ceux qui la poussent vers le socialisme et est un des artisans de sa transformation en Social Democratic Federation en 1884. Il en démissionne en 1911.
Il est désigné par la SDF pour la représenter auprès de la Law and Liberty League fondée par Annie Besant et William Thomas Stead à la suite des événements du Bloody Sunday de 1887. Avec Annie Besant, il participe à l'organisation de la grève victorieuse des allumettières de Bryant and May (dans Tower Hamlets, un quartier de l'East End de Londres) à l'été 1888. Il est ensuite le trésorier du syndicat des allumettières qui avec 800 membres est un des syndicats les plus puissants de Grande-Bretagne.
Il rejoint Annie Besant dans la Société théosophique en 1889 et en est un membre actif jusqu'à sa mort.
Il se présente sans succès aux élections du London School Board en 1885 et aux élections législatives en 1908 et 1910.